# Henry Johansson (ishockeyspelare)
Johan Henry Johansson, född 23 september 1897 i Södertälje, död där 28 maj 1979, var en svensk ishockeyspelare

## Biografi
Henry Johansson som spelade åtta säsonger för Södertälje SK mellan åren 1924 till 1932. Han vann SM i ishockey två gånger, 1925 och 1931. Med svenska landslaget erövrade Henry Johansson en silvermedalj vid de Olympiska vinterspelen 1928 i St. Moritz.